# سيكورسكي إس-67 بلاك هوك
سيكورسكي إس-67 بلاك هوك (بالإنجليزية: Sikorsky S-67 Blackhawk)‏ هي مروحية أنتجت في 1970 بالولايات المتحدة. من صناعة سيكورسكي للطائرات. كان أول طيران لها في 20 أغسطس 1970. انتهت خدمتها في دمرت (1974 تعطل). صنع منها طائرة واحدة.